# Пузур-Суэн
Пузур-Суэн (шум. puzur4-dsuen; «Тайна Сина») — царь (лугаль) древнего шумерского города Киша, правил приблизительно в 2347 — 2322 годах до н. э. 
Сын Ку-Бабы. В отличие от своей матери, носившей шумерское имя, Пузур-Суэн носит уже семитское имя. Правил 25 лет.